# Bouniagues
Bouniagues is een gemeente in het Franse departement Dordogne (regio Nouvelle-Aquitaine) en telt 476 inwoners (1999). De plaats maakt deel uit van het arrondissement Bergerac.

## Geografie
De oppervlakte van Bouniagues bedraagt 8,6 km², de bevolkingsdichtheid is 55,3 inwoners per km².
De onderstaande kaart toont de ligging van Bouniagues met de belangrijkste infrastructuur en aangrenzende gemeenten.

## Demografie
Onderstaande figuur toont het verloop van het inwonertal (bron: INSEE-tellingen).